# LM.C
Az LM.C egy japán Visual kei együttes, akik az electro-rock és electro-pop stílusban alkotnak dalokat. Nevük egy kitalált szó rövidítése (Lovely-Mocochang.com), ami egyben a hivatalos honlapjuk címe is. Nem tulajdonítanak neki jelentést. Valami olyan nevet akartak, amely egyszerű, mégis egyedi. Ez a három betű egymás mellett előfordul dalaikban is, például szófordulatoknál (Lonely Monkey Crazy), vagy a dalok címében (Loud Mucker Complex, Let Me Crazy). Az együttes logóját is maguk tervezték, amely leginkább egy nyuszira emlékeztet.

## Története
Gyakran aggatják zenéjükre az "újszázadi electro-rock" jelzőt. Az együttest a két állandó tag alapította 2006-ban: az énekes, maya és a gitáros, Aiji. Aiji felelős a zeneszerzésért, maya pedig a dalszövegekét. Dalaik az általános, hétköznapi dolgokon kívül rengeteg érdekes  témát is feldolgoznak: visszatérő elem például a világűr és a vallás (buddhizmus). A szövegek pozitív életszemléletet tükröznek, és a hallgatókat is erre buzdítják. Az LM.C megalakulása előtt is a zeneiparban tevékenykedtek mindketten, így komoly zenei tapasztalattal rendelkeztek már a kezdetektől fogva.
Debütáló dalaikat a Trailers [Gold] és Trailers [Silver] című kislemezeken mutatták be a Pony Canyon kiadónál, amellyel sok hasonló stílusban játszó híres japán együttes is együtt dolgozott. 2014-ig maradtak a Pony Canyon-nál, majd a Spiral Rainbow Entertainment kiadó vette át tőlük. Az első koncertjük is 2006-ban volt, nem sokkal a debütálás után a Shibuya O-EAST nevű helyen, Tokióban. Az összes jegy elkelt, mivel már akkor ismertek voltak Japánban előző zenekaraik miatt, a rajongók pedig kíváncsiak voltak az új formációra. Karrierjük innentől felfelé ívelt. Több kislemezük is megjelent. A 88 és a BOYS & GIRLS című számuk a Katekyou Hitman Reborn! című anime főcímdala lett. 2007-ben megjelent az első nagylemezük is (GLITTER LOUD BOX). Első nagy koncertjüket a C.C. Lemon Hall-ban adták, Tokióban. A koncertről DVD-t adtak ki (☆ROCK the PARTY☆'08) .
2008-ban a második nagylemezüket adták ki (GIMMICAL☆IMPACT!!), amelyet egy világ körüli turné keretein belül (LM.C tour 08-09) be is mutattak Amerikában és Európában is. Tizenkét különböző országban harmincnégy fellépésük volt.  A sikerüket  az mutatja a  leginkább, hogy több helyszínen is eladták az összes jegyet, és telt házas koncerteket adhattak. A turné pillanatait dokumentálták is videó formájában, majd kiadták DVD-n.
Harmadik albumuk WONDERFUL WONDERHOLIC címen jelent meg 2010-ben. A lemez bemutató turnéján Európába is ellátogattak ismét, ezúttal Magyarországra is. 2010. április 10-én a Népligetben (Diesel Club) adtak koncertet. A turnéról DVD-t adtak ki (The Live of WONDERFUL WONDERHOLIC). A turnéjuk után újdonsággal álltak elő: két kislemez erejéig THE MAD LM.C néven szerepet cseréltek. Ebben a két dalban Aiji énekel, és maya gitározik. 
2011-ben ☆★Best the LM.C★☆2006-2011 SINGLES címmel megjelentek legsikeresebb dalaik újra egy albumon, melyekhez videóklip is készült.
Karrierjük csúcspontja 2012-ben volt,mivel Januárban az LM.C megalakulásának ötödik évfordulójának tiszteletére Tokió egyik legnagyobb arénájában adtak koncertet, a Nippon Budokanban. Az eseményre egy külön dal is született (One night only song), amelyet csak azon az estén adtak elő. Ennek a 「　　　　　　　」 (az idézőjelnek megfelelő japán írásjelek) címet adták – jelezve, hogy mindenki a saját gondolatai és érzései alapján nevezheti el a dalt. Ezt minden résztvevő megkapta CD-n, melyre maya és a legtöbb rajongó is az 「ありがとう。」, azaz "Köszönöm." címet írta. A koncertre minden jegy elkelt. A koncert megjelent DVD-n ("LM.C ~Go To The 5th Anniversary~ ★ROCK THE PARTY★ 2012 AT NIPPON BUDOKAN").
2012-ben indult a STRONG POP című nagylemez bemutató turnéja. Ismét megmutatták magukat Amerikában, Európában és Japánon kívül több ázsiai országban is. 2012. május 17-én volt a második koncertjük Budapesten, a Club 202-ben. A STRONG POP turné vége óta leginkább Japánban tevékenykednek napjainkig. Általánosan évente két koncertsorozatot adnak a japán közönségnek, bejárva az ország különböző pontjait. 
2016-ban ünnepelhették megalakulásuknak tizedik évfordulóját, és ennek alkalmával a Go to the 10th Annyversary nevű turnén belül az összes addigi megjelent album előadásával bejárták Japánt. Még mindig nagy népszerűségnek örvendenek.

## Tagok
maya
Teljes neve Jamazaki Maszahito. 1979. július 30-án született Naganóban. Aijival szülővárosában ismerkedett meg. Komolyabb zenei pályafutása saját együttesében kezdődött, a sinnersben ahol gitáros volt. Miyavi gitárosaként vált ismertebbé, az Ishihara Gundan nevű formációban. Ekkoriban még Maayatan néven ismerték. Az LM.C megalakulásakor közös megegyezés alapján ő kapta az énekes szerepet. A zenélésen kívül más művészetekben is tehetséges. Ilyen például a rajzolás, mivel maya tervezte az LM.C logóját. Ugyan nem ezzel a céllal rajzolta, de úgy határoztak hogy megtartják az együttes jelképének. 
Aiji
Teljes neve Mizui Sindzsi. 1974. november 17-én született Naganóban. A Pierrot együttessel vált ismertté gitárosként. 2006-ban feloszlott a Pierrot. Aiji nem akarta abbahagyni a zenélést, így az ugyanebben az évben megalakuló LM.C gitárosa lett.

## Team LM.C
A Team LM.C egy hivatalos rajongói csoport,ahová csak japán lakcímmel rendelkezők léphetnek be. Tagdíjat kell fizetni, cserébe a tagok kiváltságokban részesülnek. Sokszor rendeznek olyan eseményeket, ahová csak a Team LM.C tagjai mehetnek. Ilyen például a minden évben megrendezett "Team LM.C trip", ahol a japán rajongók részt vehetnek limitált létszámmal egy közös kiránduláson az együttes tagjaival.  Megjelent egy olyan DVD is, amelyet csak a tagok vásárolhattak meg, valamint az LM.C hivatalos termékeiből is készülnek olyan darabok, amelyekhez csak és kizárólag a Team LM.C juthat hozzá.

## Diszkográfia

### Kislemezek
- Trailers (Gold) (2006.október 4.)
- Trailers (Silver) (2006.október 4.)
- OH MY JULIET. (2007.január 31.)
- BOYS & GIRLS (2007.május 23.)
- LIAR LIAR/Sentimental PIGgy Romance (2007.október 10.)
- Bell the CAT (2007.december 12.)
- JOHN (2008.február 20.)
- 88 (2008.június 4.)
- PUNKY ❤ HEART (2009.május 20.)
- GHOST † HEART (2009.november 4.)
- LET ME' CRAZY!! (2010.október 24.)
- SUPER DUPER GALAXY (2011.május 18.)
- 星の在処。-ホシノアリカ- (Hoshi no Arika) (2011.július 21.)
- The LOVE SONG (2011.október 12.)
- Ah Hah! (2012.február 22.)
- DOUBLE DRAGON (2012.november 28.)
- My Favorite Monster (2013.december 11.)
- MONROEwalk (2016.március 16.)
- レインメーカー (Rain Maker) (2016.július 20.)

### Nagylemezek
- GLITTER LOUD BOX (2007.március 7.)
- SUPER GLITTER LOUD BOX (2008.november 5.)
- GIMMICAL☆IMPACT (2008.november 5.)
- WONDERFUL WONDERHOLIC (2010.március 3.)
- STRONG POP (2012.április 4.)
- ☆★Best the LM.C★☆2006-2011 SINGLES (2011. október 12.)
- PERFECT FANTASY (2014.február 12.)
- PERFECT RAINBOW (2014.december 17.)
- VEDA (2016.december 21.)
- FUTURE SENSATION (2018. augusztus 8.)

### DVD
- THE MUSIC VIDEOS (2008.június 4.)
- ☆ROCK the PARTY☆'08 (2008.szeptember 17.)
- The Live Of WONDERFUL WONDERHOLIC (2010.július 28.)
- ★ROCK THE PARTY★ 2012 AT NIPPON BUDOKAN (2012.május 16.)
- Yano de FEVER MAX!!! (2015. május 20.)